# Shwe Ko
Shwe Ko (* 13. Januar 1998) ist ein myanmarischer Fußballspieler.

## Karriere
Shwe Ko steht seit 2017 bei Shan United unter Vertrag. Der Verein aus Taunggyi spielte in der höchsten myanmarischen Liga, der Myanmar National League. Mit dem Verein wurde er 2017, 2019 und 2020 myanmarischer Fußballmeister, 2018 feierte er die Vizemeisterschaft. Den MFF Charity Cup gewann er mit Shan 2019 und 2020. Die beiden Spiele gewann man gegen Yangon United. 2019 gewann man im Elfmeterschießen, 2020 siegte man mit 2:1.

## Erfolge
Shan United
- Myanmar National League:  2017, 2019, 2020
- MFF Charity Cup: 2019, 2020